# Бенсон, Салли
Са́ра Мэха́ла Ре́дуэй «Са́лли» Бе́нсон (англ. Sara Mahala Redway «Sally» Benson), в девичестве — Смит (англ. Smith; 3 сентября 1897, Сент-Луис, Миссури, США — 19 июля 1972, Вудленд-Хиллз, Калифорния, США) — американская писательница и сценаристка, наиболее известная своими полуавтобиографическими историями, собранными в сборнике «Младшая мисс» (1941) и романе «Встреть меня в Сент-Луисе» (1942). Номинантка на премию «Оскар» (1947) в номинации «Лучший адаптированный сценарий» за фильм «Анна и король Сиама» (1946).

## Ранние годы и карьера
Бенсон родилась в Сент-Луисе, став младшейиз пяти детей Алонзо Редуэя и Анны Профейтер Смит. Она посещала Институт Мэри, пока не переехала со своей семьёй в Нью-Йорк. Она посещала школу Горация Манна, училась танцевать, а затем начала работать, когда ей было 17 лет. 25 января 1919 года, по другим данным в 19 лет (1916 или 1917 год), она вышла замуж за Рейнольдса Бенсона. У пары родилась дочь Барбара, но позже они развелась, хотя по другим данным, оставались женаты до его смерти 25 апреля 1969 года.
Она начала свою карьеру с написания еженедельных статей для интервью и обзоров фильмов для New York Morning Telegraph. Между 1929 и 1941 годами, она опубликовала 99 историй в The New Yorker, в том числе девять, подписанных под её псевдонимом Эстер Эвартс.
Её рассказы «Шинель» и «Сюита 2049» были выбраны лауреатами Премии О. Генри за 1935 и 1936 годы. Её сборник «Люди очаровательны» (Covici Friede, 1936) включает почти все истории, которые Бенсон опубликовала в The New Yorker, а также четыре из The American Mercury. За ним последовал ещё один сборник, «Эмили» (Covici Friede, 1938). «Рассказы о богах и героях» (Dial Press, 1940) были юношеской фантастикой, адаптированной из «Басневой эпохи» Томаса Булфинча. «Сначала женщины и дети» — это сборник, изданный Random House в 1943 году.

## «Младшая мисс»
«Младшая мисс» была опубликована Doubleday в 1941 году. Этот сборник её рассказов из The New Yorker был адаптирован Джеромом Ходоровым и Джозефом Филдсом в успешную пьесу в том же году. Поставленная Моссом Хартом, «Младшая мисс» ставилась на Бродвее с 1941 по 1943 год. В 1945 году пьеса была адаптирована в фильм «Младшая мисс» Джорджем Ситоном c Пегги Энн Гарнер в главной роли. Радиосериал «Младшая мисс» с Барбарой Уайтинг в главной роли еженедельно транслировался на канале CBS в 1949 году.

## «Встреть меня в Сент-Луисе»
Фильм MGM «Встреть меня в Сент-Луисе» (1944) стал одним из самых популярных фильмов, снятых во время Второй мировой войны. Рассказы в книге Бенсон «Встреть меня в Сент-Луисе» были впервые написаны в виде коротких виньеток в серии «5135 Кенсингтон», которую The New Yorker публиковал с 14 июня 1941 года по 23 мая 1942 года. Бенсон взяла свои оригинальные восемь виньеток и добавила ещё четыре истории для компиляции книги, каждая глава представляет месяц года (с 1903 по 1904 год). Когда книга была опубликована в 1942 году издательством Random House под названием «Встреть меня в Сент-Луисе», она была названа в честь фильма MGM, а затем на самых ранних этапах написания сценариев. В MGM Бенсон написала предварительный вариант сценария, но он не использовался.

## Киносценарии
Среди её других работ на экране «Тень сомнения» (1943) Альфреда Хичкока, «Приходи в конюшню» (1949), «Летняя магия» (1963), «Да здравствует Лас-Вегас!» (1964) и «Поющая монахиня» (1966). Её сценарий для «Анны и короля Сиама»  (1946) был номинирован на премию «Оскар».
Среди её работ на телевидении — эпизоды «Автобусной остановки» (1961).
Хотя она была номинирована несколько раз, она не включена на Аллею славы Сент-Луиса.

## Смерть
Она умерла в Вудленд-Хиллзе, Лос-Анджелес, Калифорния, в возрасте 74-х лет.